# ATP Masters 1000
Cette catégorie de tournois ne doit pas être confondue avec le Masters, tournoi unique de fin de saison qui réunit les huit meilleurs joueurs mondiaux et les huit meilleurs équipes de double mondiales.

L'ancien logo de la catégorie, entre 2009 et 2018.

Les ATP Masters 1000, ou plus simplement Masters 1000, sont une catégorie d'événements du tennis professionnel masculin organisés par l'ATP, regroupant neuf tournois qui se déroulent annuellement depuis 1990 en Europe, en Amérique du Nord et en Asie.
Il s'agit de la 2e catégorie la plus importante, après les tournois du Grand Chelem. Tout comme ces derniers, un créneau spécifique du calendrier leur est réservé durant lequel aucun autre tournoi (du circuit principal) ne se déroule. Les Masters 1000 ont un caractère obligatoire sur le circuit professionnel pour les joueurs ayant le classement suffisant. Plus prestigieux et mieux dotés — financièrement et en points ATP — que les tournois des catégories ATP 500 et ATP 250, ils ne sont pas soumis à des changements potentiels chaque saison.
Les Masters 1000 ont changé plusieurs fois d'appellation depuis leur création en 1990. D'abord connus comme les ATP Championship Series, Single Week, ils deviennent les ATP Super 9 en 1993, les ATP Tennis Masters Series en 2000, puis les ATP World Tour Masters 1000 en 2009, pour enfin prendre leur nom actuel à partir de 2019. Leur équivalent féminin sont les tournois WTA 1000 (nommés "Tier I" lors de leur création en 1988).
Le record de titres en simple est détenu par le Serbe Novak Djokovic avec 40 consécrations, suivi de l'Espagnol Rafael Nadal et du Suisse Roger Federer avec respectivement 36 et 28 sacres. Le record de titres en double est détenu par les jumeaux américains Bob et Mike Bryan qui se sont imposés ensemble à 39 reprises suivi par le Canadien Daniel Nestor et ses 28 trophées.
Le Masters d'or est, pour les tournois du Masters 1000, l'équivalent du « Grand Chelem en carrière » : cela consiste à s'imposer au moins une fois dans chacun des neuf créneaux de la catégorie. Cette performance a été réalisée par un seul joueur en simple, Novak Djokovic, et trois fois en double : par Bob Bryan, Mike Bryan et Daniel Nestor. Les trois premiers cités se sont d'ailleurs imposés au moins deux fois dans chaque créneau dans leur discipline respective.

## Historique

### Évolution de l'appellation
Le nom de cette catégorie de tournois a changé plusieurs fois depuis sa création en 1990 :
- ATP Championship Series, Single Week (1990 - 1992) ;
- ATP Super 9 (1993 - 1999) ;
- ATP Tennis Masters Series (2000 - 2003) ;
- ATP Masters Series (2004 - 2008) ;
- ATP World Tour Masters 1000 (2009 - 2018) ;
- ATP Masters 1000 (2019 - aujourd'hui).

On raccourcira toujours par « Masters 1000 » le nom de cette catégorie dans le reste de l'article.

Évolution des dénominations des catégories de tournois du circuit professionnel masculin.

### Évolution de la catégorie
Depuis sa création en 1990 la catégorie a subi quelques changements, notamment les villes hôtes et la surface sur laquelle se déroule les créneaux (la moquette disparaissant progressivement du circuit). Chaque créneau se déroule sur une surface donnée en fonction de sa place dans le calendrier. Ci-après l'organisation de la saison en Masters 1000 dans l'ordre chronologique :
- les deux 1ers tournois se jouent dur (ext.) de mars à avril,
- les trois suivants se jouent sur terre battue (ext.) d'avril à mai,
- les 6e et 7e tournois se jouent sur dur (ext.) en août,
- le 8e tournoi se jouait à l'origine sur moquette (int.) puis sur dur (int.) et enfin dur (ext.) (voir paragraphe suivant) en octobre,
- le 9e tournoi se jouait à l'origine sur moquette (int.) puis sur dur (int.) (voir paragraphe suivant) en novembre.

Les changements de ville hôte, de surface et d'environnement
En 1990 les neuf tournois originaux sont : Indian Wells, Miami, Monte-Carlo, Hambourg, Rome, Canada, Cincinnati, Stockholm et Paris.
Trois créneaux ont été sujets à des changements :
- un des créneaux de terre battue s'est tenu à Hambourg jusqu'en 2008 et est hébergé depuis 2009 par Madrid,
- le créneau no 8 a un historique mouvementé, il se joue :
  - sur moquette (int.) jusqu'en 1997 d'abord hébergé par Stockholm (1990-1994), puis Essen (1995) et enfin Stuttgart (1996-1997),
  - sur dur (int.) de 1998 à 2008, à Stuttgart (1998-2001) puis à Madrid (2002-2008),
  - sur dur (ext.) depuis 2009 à Shanghai,
- le créneau no 9 se déroulant à Paris en intérieur s'est joué sur moquette jusqu'en 2006 passant au dur en 2007.

En bref, concernant les surfaces et environnements la catégorie compte :
- de 1990 à 1997 : 4 tournois sur dur (ext.), 2 sur moquette (int.) et 3 sur terre battue (ext.),
- de 1998 à 2006 : 4 tournois sur dur (ext.), 1 sur dur (int.), 1 sur moquette (int.) et 3 sur terre battue (ext.),
- de 2007 à 2008 : 4 tournois sur dur (ext.), 2 sur dur (int.) et 3 sur terre battue (ext.),
- depuis 2009 : 5 tournois sur dur (ext.), 1 sur dur (int.) et 3 sur terre battue (ext.).

Les autres changements notables dans les Masters 1000
- 2000 : Rome est joué avant Hambourg.
- 2007 : La finale de Miami est la dernière à s'être jouée en 3 sets gagnants. Depuis 2008, toutes les finales se déroulent désormais en 2 sets gagnants (comme tous les autres tours) afin de protéger les finalistes des risques de blessures.
- 2009 : Monte-Carlo devient le seul des 9 tournois à ne pas être obligatoire.
- 2011 : Madrid est joué avant Rome car en Italie les conditions de jeu sont plus proches de Roland Garros. Le tournoi reprend donc son créneau initial d'avant 2000 et 6 des 9 tournois sont des évènements communs ATP et WTA.
- 2012 : Madrid innove en proposant une terre battue bleue. Devant le mécontentement de certains joueurs, notamment Rafael Nadal et Novak Djokovic, l'expérience n'est pas reconduite en 2013[2].

## Format actuel

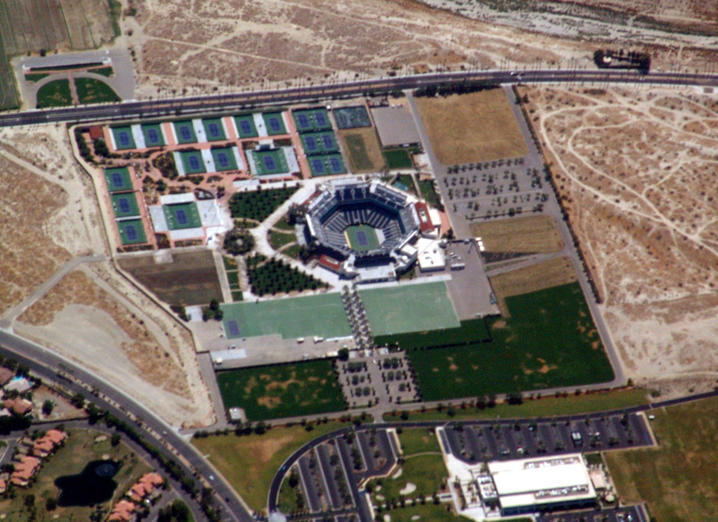
L'Indian Wells Tennis Garden, le site hébergeant le tournoi d'Indian Wells.

Les tournois de la catégorie Masters 1000 sont obligatoires (hormis Monte-Carlo) : tout joueur ayant le classement et la possibilité d'y participer doit le faire sous peine de sanction financière.
Il existe cependant trois exceptions qui permettent à un joueur de faire l'impasse sur un tournoi obligatoire sans avoir à justifier une blessure :
- avoir joué au moins 600 matchs sur le circuit,
- avoir joué au moins 12 saisons sur le circuit ATP,
- avoir plus de 31 ans[3].

### Liste des tournois
| Créneau | Période          | Création | Tournoi      | Site, Ville                                      | Surface             | Depuis |
| ------- | ---------------- | -------- | ------------ | ------------------------------------------------ | ------------------- | ------ |
| no 1    | mi-mars          | 1974     | Indian Wells | Indian Wells Tennis Garden, Indian Wells (CA)    | Dur (ext.)          | 1990   |
| no 2    | mars-avril       | 1985     | Miami        | Hard Rock Stadium, Miami (FL)                    | Dur (ext.)          | 1990   |
| no 3    | avril            | 1897     | Monte-Carlo  | Monte-Carlo Country Club, Roquebrune-Cap-Martin  | Terre battue (ext.) | 1990   |
| no 4    | début mai        | 1972     | Madrid       | Caja Mágica, Madrid                              | Terre battue (ext.) | 2002   |
| no 5    | mi-mai           | 1930     | Rome         | Foro Italico, Rome                               | Terre battue (ext.) | 1990   |
| no 6    | début août       | 1881     | Canada       | Stade IGA, Montréal / Aviva Centre, Toronto*     | Dur (ext.)          | 1990   |
| no 7    | mi-août          | 1899     | Cincinnati   | Lindner Family Tennis Center, Mason (OH)         | Dur (ext.)          | 1990   |
| no 8    | mi-octobre       | 1996     | Shanghai     | Qi Zhong Stadium, Shanghai                       | Dur (ext.)          | 2009   |
| no 9    | octobre-novembre | 1986     | Paris        | Paris La Défense Arena, Paris (à partir de 2025) | Dur (int.)          | 1990   |

* Le Masters du Canada est organisé les années impaires à Toronto et paires à Montréal.

### Format des compétitions
En simple
- Tous les matchs se jouent en 2 sets gagnants avec jeu décisif dans chaque manche.
- Comme dans les autres tournois ATP, il y a des têtes de série.
- Une des particularités des Masters 1000 est le fait que les joueurs les mieux classés sont exemptés de 1er tour. Ainsi, certaines des têtes de séries jouent un tour et donc un match de moins pour se rapprocher des places d'honneur. Le nombre de tours indiqué est bien sûr celui nécessaire pour remporter le titre.
  - À Indian Wells, Miami, Madrid, Rome et Shanghai : les tableaux comportent 96 joueurs. Les 32 têtes de série exempts jouant maximum 6 tours (au lieu de 7).
  - À Monte-Carlo, au Canada, à Cincinnati et Paris, les tableaux comportent 56 joueurs dont 16 têtes de série, exemptés du premier tour, jouant maximum 5 tours (au lieu de 6).

En double
- Tous les matchs se jouent en 2 sets gagnants avec un super tie-break (un jeu décisif de 10 points) en guise de manche décisive.
- Il y a 8 têtes de série dans tous les tournois.
- Comme en simple il y a des exempts :
  - À Indian Wells, Miami, Madrid, Rome et Shanghai : les tableaux comportent 32 équipes et aucun exempts (toutes les équipes jouent maximum 5 tours).
  - À Monte-Carlo, Canada, Cincinnati et Paris, les tableaux comportent 24 équipes dont 8 têtes de série exempts, jouant maximum 4 tours (au lieu de 5).

### Dotations
Les dotations monétaires des Masters 1000 sont soumises à certains minima. Cependant, étant donné leur évolution toujours croissante, elles en sont aujourd'hui de loin supérieures.
Si une tête de série est éliminée dès son entrée en lice, elle remporte les points d'une défaite au premier tour, même si elle en a été exemptée.
| Résultat       | Simple (96) | Simple (56) | Double (32) | Double (24/28) |
| -------------- | ----------- | ----------- | ----------- | -------------- |
| Victoire       | 1000        | 1000        | 1000        | 1000           |
| Finale         | 650         | 650         | 600         | 600            |
| 1/2 finale     | 400         | 400         | 360         | 360            |
| 1/4 de finale  | 200         | 200         | 180         | 180            |
| 1/8 de finale  | 100         | 100         | 90          | 90             |
| 1/16 de finale | 50          | 50          | -           | -              |
| 2e tour        | 30          | -           | -           | -              |
| 1er tour       | 10          | 10          | 0           | 0              |

| Résultat      | Simple (96) | Simple (56) |
| ------------- | ----------- | ----------- |
| Qualification | 20          | 30          |
| 2e tour       | 10          | 16          |
| 1er tour      | 0           | 0           |

Lorsqu'un joueur issu des qualifications atteint le tableau principal, on somme les points gagnés dans les deux tableaux.

## Palmarès
La liste des vainqueurs depuis 1990 dans chaque discipline. Entre parenthèses, le numéro du tournoi remporté par le joueur par rapport au nombre total de tournois remportés dans la discipline.
Jim Courier (Indian Wells 1991) et Rafael Nadal (Monte-Carlo 2008) sont les seuls joueurs à avoir remporté une édition en simple et en double.

### En simple
| Année | Indian Wells     | Miami            | Monte-Carlo       | Hambourg          | Rome             | Canada           | Cincinnati       | Stockholm        | Paris            |
| ----- | ---------------- | ---------------- | ----------------- | ----------------- | ---------------- | ---------------- | ---------------- | ---------------- | ---------------- |
| 1990  | Edberg (1/4)     | Agassi (1/17)    | Chesnokov (1/2)   | Aguilera          | Muster (1/8)     | Chang (1/7)      | Edberg (2/4)     | Becker (1/5)     | Edberg (3/4)     |
| 1991  | Courier (1/5)    | Courier (2/5)    | Bruguera (1/2)    | Nováček           | Sánchez          | Chesnokov (2/2)  | Forget (1/2)     | Becker (2/5)     | Forget (2/2)     |
| 1992  | Chang (2/7)      | Chang (3/7)      | Muster (2/8)      | Edberg (4/4)      | Courier (3/5)    | Agassi (2/17)    | Sampras (1/11)   | Ivanišević (1/2) | Becker (3/5)     |
| 1993  | Courier (4/5)    | Sampras (2/11)   | Bruguera (2/2)    | Stich (1/2)       | Courier (5/5)    | Pernfors         | Chang (4/7)      | Stich (2/2)      | Ivanišević (2/2) |
| 1994  | Sampras (3/11)   | Sampras (4/11)   | A. Medvedev (1/4) | A. Medvedev (2/4) | Sampras (5/11)   | Agassi (3/17)    | Chang (5/7)      | Becker (4/5)     | Agassi (4/17)    |
| Année | Indian Wells     | Miami            | Monte-Carlo       | Hambourg          | Rome             | Canada           | Cincinnati       | Essen            | Paris            |
| 1995  | Sampras (6/11)   | Agassi (5/17)    | Muster (3/8)      | A. Medvedev (3/4) | Muster (4/8)     | Agassi (6/17)    | Agassi (7/17)    | Muster (5/8)     | Sampras (7/11)   |
| Année | Indian Wells     | Miami            | Monte-Carlo       | Hambourg          | Rome             | Canada           | Cincinnati       | Stuttgart        | Paris            |
| 1996  | Chang (6/7)      | Agassi (8/17)    | Muster (6/8)      | Carretero         | Muster (7/8)     | Ferreira (1/2)   | Agassi (9/17)    | Becker (5/5)     | Enqvist (1/3)    |
| 1997  | Chang (7/7)      | Muster (8/8)     | Ríos (1/5)        | A. Medvedev (4/4) | Corretja (1/2)   | Woodruff         | Sampras (8/11)   | Korda            | Sampras (9/11)   |
| 1998  | Ríos (2/5)       | Ríos (3/5)       | Moyá (1/3)        | Costa             | Ríos (4/5)       | Rafter (1/2)     | Rafter (2/2)     | Krajicek (1/2)   | Rusedski         |
| 1999  | Philippoussis    | Krajicek (2/2)   | Kuerten (1/5)     | Ríos (5/5)        | Kuerten (2/5)    | Johansson        | Sampras (10/11)  | Enqvist (2/3)    | Agassi (10/17)   |
| Année | Indian Wells     | Miami            | Monte-Carlo       | Rome              | Hambourg         | Canada           | Cincinnati       | Stuttgart        | Paris            |
| 2000  | Corretja (2/2)   | Sampras (11/11)  | Pioline           | Norman            | Kuerten (3/5)    | Safin (1/5)      | Enqvist (3/3)    | Ferreira (2/2)   | Safin (2/5)      |
| 2001  | Agassi (11/17)   | Agassi (12/17)   | Kuerten (4/5)     | Ferrero (1/4)     | Portas           | Pavel            | Kuerten (5/5)    | Haas             | Grosjean         |
| Année | Indian Wells     | Miami            | Monte-Carlo       | Rome              | Hambourg         | Canada           | Cincinnati       | Madrid           | Paris            |
| 2002  | Hewitt (1/2)     | Agassi (13/17)   | Ferrero (2/4)     | Agassi (14/17)    | Federer (1/28)   | Cañas            | Moya (2/3)       | Agassi (15/17)   | Safin (3/5)      |
| 2003  | Hewitt (2/2)     | Agassi (16/17)   | Ferrero (3/4)     | Mantilla          | Coria (1/2)      | Roddick (1/5)    | Roddick (2/5)    | Ferrero (4/4)    | Henman           |
| 2004  | Federer (2/28)   | Roddick (3/5)    | Coria (2/2)       | Moya (3/3)        | Federer (3/28)   | Federer (4/28)   | Agassi (17/17)   | Safin (4/5)      | Safin (5/5)      |
| 2005  | Federer (5/28)   | Federer (6/28)   | Nadal (1/36)      | Nadal (2/36)      | Federer (7/28)   | Nadal (3/36)     | Federer (8/28)   | Nadal (4/36)     | Berdych          |
| 2006  | Federer (9/28)   | Federer (10/28)  | Nadal (5/36)      | Nadal (6/36)      | Robredo          | Federer (11/28)  | Roddick (4/5)    | Federer (12/28)  | Davydenko (1/3)  |
| 2007  | Nadal (7/36)     | Djokovic (1/40)  | Nadal (8/36)      | Nadal (9/36)      | Federer (13/28)  | Djokovic (2/40)  | Federer (14/28)  | Nalbandian (1/2) | Nalbandian (2/2) |
| 2008  | Djokovic (3/40)  | Davydenko (2/3)  | Nadal (10/36)     | Djokovic (4/40)   | Nadal (11/36)    | Nadal (12/36)    | Murray (1/14)    | Murray (2/14)    | Tsonga (1/2)     |
| Année | Indian Wells     | Miami            | Monte-Carlo       | Rome              | Madrid           | Canada           | Cincinnati       | Shanghai         | Paris            |
| 2009  | Nadal (13/36)    | Murray (3/14)    | Nadal (14/36)     | Nadal (15/36)     | Federer (15/28)  | Murray (4/14)    | Federer (16/28)  | Davydenko (3/3)  | Djokovic (5/40)  |
| 2010  | Ljubičić         | Roddick (5/5)    | Nadal (16/36)     | Nadal (17/36)     | Nadal (18/36)    | Murray (5/14)    | Federer (17/28)  | Murray (6/14)    | Söderling        |
| Année | Indian Wells     | Miami            | Monte-Carlo       | Madrid            | Rome             | Canada           | Cincinnati       | Shanghai         | Paris            |
| 2011  | Djokovic (6/40)  | Djokovic (7/40)  | Nadal (19/36)     | Djokovic (8/40)   | Djokovic (9/40)  | Djokovic (10/40) | Murray (7/14)    | Murray (8/14)    | Federer (18/28)  |
| 2012  | Federer (19/28)  | Djokovic (11/40) | Nadal (20/36)     | Federer (20/28)   | Nadal (21/36)    | Djokovic (12/40) | Federer (21/28)  | Djokovic (13/40) | Ferrer           |
| 2013  | Nadal (22/36)    | Murray (9/14)    | Djokovic (14/40)  | Nadal (23/36)     | Nadal (24/36)    | Nadal (25/36)    | Nadal (26/36)    | Djokovic (15/40) | Djokovic (16/40) |
| 2014  | Djokovic (17/40) | Djokovic (18/40) | Wawrinka          | Nadal (27/36)     | Djokovic (19/40) | Tsonga (2/2)     | Federer (22/28)  | Federer (23/28)  | Djokovic (20/40) |
| 2015  | Djokovic (21/40) | Djokovic (22/40) | Djokovic (23/39)  | Murray (10/14)    | Djokovic (24/40) | Murray (11/14)   | Federer (24/28)  | Djokovic (25/40) | Djokovic (26/40) |
| 2016  | Djokovic (27/40) | Djokovic (28/40) | Nadal (28/36)     | Djokovic (29/40)  | Murray (12/14)   | Djokovic (30/40) | Čilić            | Murray (13/14)   | Murray (14/14)   |
| 2017  | Federer (25/28)  | Federer (26/28)  | Nadal (29/36)     | Nadal (30/36)     | Zverev (1/7)     | Zverev (2/7)     | Dimitrov         | Federer (27/28)  | Sock             |
| 2018  | del Potro        | Isner            | Nadal (31/36)     | Zverev (3/7)      | Nadal (32/36)    | Nadal (33/36)    | Djokovic (31/40) | Djokovic (32/40) | Khachanov        |
| 2019  | Thiem            | Federer (28/28)  | Fognini           | Djokovic (33/40)  | Nadal (34/36)    | Nadal (35/36)    | Medvedev (1/6)   | Medvedev (2/6)   | Djokovic (34/40) |
| 2020  | Annulé           | Annulé           | Annulé            | Annulé            | Djokovic (36/40) | Annulé           | Djokovic (35/40) | Annulé           | Medvedev (3/6)   |
| 2021  | Norrie           | Hurkacz (1/2)    | Tsitsipás (1/3)   | Zverev (4/7)      | Nadal (36/36)    | Medvedev (4/6)   | Zverev (5/7)     | Annulé           | Djokovic (37/40) |
| 2022  | Fritz            | Alcaraz (1/8)    | Tsitsipás (2/3)   | Alcaraz (2/8)     | Djokovic (38/40) | Carreño Busta    | Ćorić            | Annulé           | Rune             |
| 2023  | Alcaraz (3/8)    | Medvedev (5/6)   | Rublev (1/2)      | Alcaraz (4/8)     | Medvedev (6/6)   | Sinner (1/4)     | Djokovic (39/40) | Hurkacz (2/2)    | Djokovic (40/40) |
| 2024  | Alcaraz (5/8)    | Sinner (2/4)     | Tsitsipás (3/3)   | Rublev (2/2)      | Zverev (6/7)     | Popyrin          | Sinner (3/4)     | Sinner (4/4)     | Zverev (7/7)     |
| 2025  | Draper           | Menšík           | Alcaraz (6/8)     | Ruud              | Alcaraz (7/8)    | Shelton          | Alcaraz (8/8)    |                  |                  |

### En double
|      | Indian Wells                       | Miami                                  | Monte-Carlo                        | Hambourg                           | Rome                                 | Canada                            | Cincinnati                           | Stockholm                            | Paris                                  |
| ---- | ---------------------------------- | -------------------------------------- | ---------------------------------- | ---------------------------------- | ------------------------------------ | --------------------------------- | ------------------------------------ | ------------------------------------ | -------------------------------------- |
| 1990 | Becker (1/2) Forget (1/3)          | Leach (1/4) Pugh                       | Korda (1/3) Šmíd                   | Bruguera Courier (1/3)             | Casal (1/3) E. Sánchez (1/3)         | Annacone Wheaton                  | Cahill M. Kratzmann                  | Forget (2/3) Hlasek (1/2)            | Davis Pate                             |
| 1991 | Courier (2/3) J. Sánchez (1/2)     | W. Ferreira (1/6) Norval (1/2)         | L. Jensen Warder                   | Casal (2/3) E. Sánchez (2/3)       | Camporese Ivanišević                 | Galbraith (1/5) Witsken (1/2)     | Flach (1/2) Seguso                   | Fitzgerald (1/2) Järryd (1/2)        | Fitzgerald (2/2) Järryd (2/2)          |
| 1992 | DeVries Macpherson                 | Flach (2/2) Witsken (2/2)              | Becker (2/2) Stich                 | Casal (3/3) E. Sánchez (3/3)       | Hlasek (2/2) Rosset                  | Galbraith (2/5) Visser            | Woodforde (1/14) Woodbridge (1/18)   | Woodbridge (2/18) Woodforde (2/14)   | J. McEnroe P. McEnroe                  |
| 1993 | Forget (3/3) Leconte               | Krajicek Siemerink (1/2)               | Edberg Korda (2/3)                 | Haarhuis (2/10) Koevermans         | Eltingh (1/8) Haarhuis (1/10)        | Courier (3/3) Knowles (1/17)      | Agassi Korda (3/3)                   | Woodbridge (3/18) Woodforde (3/14)   | B. Black (1/5) Stark (1/2)             |
| 1994 | Connell (1/3) Galbraith (3/5)      | Eltingh (2/8) Haarhuis (3/10)          | Kulti (1/2) Larsson                | Melville Norval (2/2)              | Kafelnikov (1/7) Rikl (1/4)          | B. Black (2/5) Stark (2/2)        | O'Brien (1/5) Stolle (1/4)           | Woodbridge (4/18) Woodforde (4/14)   | Eltingh (3/8) Haarhuis (4/10)          |
|      | Indian Wells                       | Miami                                  | Monte-Carlo                        | Hambourg                           | Rome                                 | Canada                            | Cincinnati                           | Essen                                | Paris                                  |
| 1995 | Ho Steven                          | Woodbridge (5/18) Woodforde (5/14)     | Eltingh (4/8) Haarhuis (5/10)      | W. Ferreira (2/6) Kafelnikov (2/7) | Suk (1/2) Vacek                      | Kafelnikov (3/7) Olhovskiy        | Woodbridge (6/18) Woodforde (6/14)   | Eltingh (5/8) Haarhuis (6/10)        | Connell (2/3) Galbraith (4/5)          |
|      | Indian Wells                       | Miami                                  | Monte-Carlo                        | Hambourg                           | Rome                                 | Canada                            | Cincinnati                           | Stuttgart                            | Paris                                  |
| 1996 | Woodbridge (7/18) Woodforde (7/14) | Woodbridge (8/18) Woodforde (8/14)     | E. Ferreira (1/4) Siemerink (2/2)  | Knowles (2/17) Nestor (1/28)       | B. Black (3/5) Connell (3/3)         | Galbraith (5/5) Haarhuis (7/10)   | Knowles (3/17) Nestor (2/28)         | Lareau (1/4) O'Brien (2/5)           | Eltingh (6/8) Haarhuis (8/10)          |
| 1997 | Knowles (4/17) Nestor (3/28)       | Woodbridge (9/18) Woodforde (9/14)     | Johnson (1/2) Montana (1/2)        | Lobo J. Sánchez (2/2)              | Knowles (5/17) Nestor (4/28)         | Bhupathi (1/16) Paes (1/13)       | Woodbridge (10/18) Woodforde (10/14) | Woodbridge (11/18) Woodforde (11/14) | Eltingh (7/8) Haarhuis (9/10)          |
| 1998 | Björkman (1/15) Rafter (1/2)       | E. Ferreira (2/4) Leach (2/4)          | Eltingh (8/8) Haarhuis (10/10)     | Johnson (2/2) Montana (2/2)        | Bhupathi (2/16) Paes (2/13)          | Damm (1/4) Grabb                  | Knowles (6/17) Nestor (5/28)         | Lareau (2/4) O'Brien (3/5)           | Bhupathi (3/16) Paes (3/13)            |
| 1999 | W. Black (1/5) Stolle (2/4)        | W. Black (2/5) Stolle (3/4)            | Delaitre Henman (1/2)              | Arthurs (1/3) A. Kratzmann         | E. Ferreira (3/4) Leach (3/4)        | Björkman (2/15) Rafter (2/2)      | B. Black (4/5) Björkman (3/15)       | B. Black (5/5) Björkman (4/15)       | Lareau (3/4) O'Brien (4/5)             |
|      | Indian Wells                       | Miami                                  | Monte-Carlo                        | Rome                               | Hambourg                             | Canada                            | Cincinnati                           | Stuttgart                            | Paris                                  |
| 2000 | O'Brien (5/5) Palmer               | Woodbridge (12/18) Woodforde (12/14)   | W. Ferreira (3/6) Kafelnikov (4/7) | Damm (2/4) Hrbatý                  | Woodbridge (13/18) Woodforde (13/14) | Lareau (4/4) Nestor (6/28)        | Woodbridge (14/18) Woodforde (14/14) | Novák (1/3) Rikl (2/4)               | Kulti (2/2) Mirnyi (1/16)              |
| 2001 | W. Ferreira (4/6) Kafelnikov (5/7) | Novák (2/3) Rikl (3/4)                 | Björkman (5/15) Woodbridge (15/18) | W. Ferreira (5/6) Kafelnikov (6/7) | Björkman (6/15) Woodbridge (16/18)   | Novák (3/3) Rikl (4/4)            | Bhupathi (4/16) Paes (4/13)          | Mirnyi (2/16) Stolle (4/4)           | E. Ferreira (4/4) Leach (4/4)          |
|      | Indian Wells                       | Miami                                  | Monte-Carlo                        | Rome                               | Hambourg                             | Canada                            | Cincinnati                           | Madrid                               | Paris                                  |
| 2002 | Knowles (7/17) Nestor (7/28)       | Knowles (8/17) Nestor (8/28)           | Björkman (7/15) Woodbridge (17/18) | Damm (3/4) Suk (2/2)               | Bhupathi (5/16) Gambill              | B. Bryan (1/39) M. Bryan (1/39)   | Blake Martin                         | Knowles (9/17) Nestor (9/28)         | Escudé Santoro (1/3)                   |
| 2003 | W. Ferreira (6/6) Kafelnikov (7/7) | Federer Mirnyi (3/16)                  | Bhupathi (6/16) Mirnyi (4/16)      | Arthurs (2/3) Hanley (1/3)         | Knowles (10/17) Nestor (10/28)       | Bhupathi (7/16) Mirnyi (5/16)     | B. Bryan (2/39) M. Bryan (2/39)      | Bhupathi (8/16) Mirnyi (6/16)        | Arthurs (3/3) Hanley (2/3)             |
| 2004 | Clément (1/2) Grosjean             | W. Black (3/5) Ullyett (1/5)           | Henman (2/2) Zimonjić (1/15)       | Bhupathi (9/16) Mirnyi (7/16)      | W. Black (4/5) Ullyett (2/5)         | Bhupathi (10/16) Paes (5/13)      | Knowles (11/17) Nestor (11/28)       | Knowles (12/17) Nestor (12/28)       | Björkman (8/15) Woodbridge (18/18)     |
| 2005 | Knowles (13/17) Nestor (13/28)     | Björkman (9/15) Mirnyi (8/16)          | Paes (6/13) Zimonjić (2/15)        | Llodra (1/3) Santoro (2/3)         | Björkman (10/15) Mirnyi (9/16)       | W. Black (5/5) Ullyett (3/5)      | Björkman (11/15) Mirnyi (10/16)      | Knowles (14/17) Nestor (14/28)       | B. Bryan (3/39) M. Bryan (3/39)        |
| 2006 | Knowles (15/17) Nestor (15/28)     | Björkman (12/15) Mirnyi (11/16)        | Björkman (13/15) Mirnyi (12/16)    | Knowles (16/17) Nestor (16/28)     | Hanley (3/3) Ullyett (4/5)           | B. Bryan (4/39) M. Bryan (4/39)   | Björkman (14/15) Mirnyi (13/16)      | Bryan (5/39)                         | Clément (2/2) Llodra (2/3)             |
| 2007 | Damm (4/4) Paes (7/13)             | B. Bryan (6/39) M. Bryan (6/39)        | B. Bryan (7/39) M. Bryan (7/39)    | Santoro (3/3) Zimonjić (3/15)      | B. Bryan (8/39) M. Bryan (8/39)      | Bhupathi (11/16) Vízner           | Erlich (1/2) A. Ram (1/3)            | B. Bryan (9/39) M. Bryan (9/39)      | B. Bryan (10/39) M. Bryan (10/39)      |
| 2008 | Erlich (2/2) A. Ram (2/3)          | B. Bryan (11/39) M. Bryan (11/39)      | Nadal (1/3) Robredo                | B. Bryan (12/39) M. Bryan (12/39)  | Nestor (17/28) Zimonjić (4/15)       | Nestor (18/28) Zimonjić (5/15)    | B. Bryan (13/39) M. Bryan (13/39)    | Fyrstenberg (1/2) Matkowski (1/2)    | Björkman (15/15) Ullyett (5/5)         |
|      | Indian Wells                       | Miami                                  | Monte-Carlo                        | Rome                               | Madrid                               | Canada                            | Cincinnati                           | Shanghai                             | Paris                                  |
| 2009 | Fish Roddick                       | Mirnyi (14/16) A. Ram (3/3)            | Nestor (19/28) Zimonjić (6/15)     | Nestor (20/28) Zimonjić (7/15)     | Nestor (21/28) Zimonjić (8/15)       | Bhupathi (12/16) Knowles (17/17)  | Nestor (22/28) Zimonjić (9/15)       | Benneteau (1/2) Tsonga               | Nestor (23/28) Zimonjić (10/15)        |
| 2010 | M. López (1/3) Nadal (2/3)         | Dlouhý Paes (8/13)                     | Nestor (24/28) Zimonjić (11/15)    | B. Bryan (14/39) M. Bryan (14/39)  | B. Bryan (15/39) M. Bryan (15/39)    | B. Bryan (16/39) M. Bryan (16/39) | B. Bryan (17/39) M. Bryan (17/39)    | Melzer Paes (9/13)                   | Bhupathi (13/16) Mirnyi (15/16)        |
|      | Indian Wells                       | Miami                                  | Monte-Carlo                        | Madrid                             | Rome                                 | Canada                            | Cincinnati                           | Shanghai                             | Paris                                  |
| 2011 | Dolgopolov Malisse                 | Bhupathi (14/16) Paes (10/13)          | B. Bryan (18/39) M. Bryan (18/39)  | B. Bryan (19/39) M. Bryan (19/39)  | Isner (1/5) Querrey                  | Llodra (3/3) Zimonjić (12/15)     | Bhupathi (15/16) Paes (11/13)        | Mirnyi (16/16) Nestor (25/28)        | Bopanna (1/6) Qureshi (1/2)            |
| 2012 | M. López (2/3) Nadal (3/3)         | Paes (12/13) Štěpánek (1/2)            | B. Bryan (20/39) M. Bryan (20/39)  | Fyrstenberg (2/2) Matkowski (2/2)  | Granollers (1/10) M. López (3/3)     | B. Bryan (21/39) M. Bryan (21/39) | Lindstedt Tecău (1/3)                | Paes (13/13) Štěpánek (2/2)          | Bhupathi (16/16) Bopanna (2/6)         |
| 2013 | B. Bryan (22/39) M. Bryan (22/39)  | Qureshi (2/2) Rojer (1/4)              | Benneteau (2/2) Zimonjić (13/15)   | B. Bryan (23/39) M. Bryan (23/39)  | B. Bryan (24/39) M. Bryan (24/39)    | Peya (1/3) Soares (1/4)           | B. Bryan (25/39) M. Bryan (25/39)    | Dodig (1/6) Melo (1/9)               | B. Bryan (26/39) M. Bryan (26/39)      |
| 2014 | B. Bryan (27/39) M. Bryan (27/39)  | B. Bryan (28/39) M. Bryan (28/39)      | B. Bryan (29/39) M. Bryan (29/39)  | Nestor (26/28) Zimonjić (14/15)    | Nestor (27/28) Zimonjić (15/15)      | Peya (2/3) Soares (2/4)           | B. Bryan (30/39) M. Bryan (30/39)    | B. Bryan (31/39) M. Bryan (31/39)    | B. Bryan (32/39) M. Bryan (32/39)      |
| 2015 | Pospisil Sock (1/4)                | B. Bryan (33/39) M. Bryan (33/39)      | B. Bryan (34/39) M. Bryan (34/39)  | Bopanna (3/6) Mergea               | Cuevas (1/2) Marrero                 | B. Bryan (35/39) M. Bryan (35/39) | Nestor (28/28) Roger-Vasselin (1/3)  | Klaasen (1/2) Melo (2/9)             | Dodig (2/6) Melo (3/9)                 |
| 2016 | Herbert (1/7) Mahut (1/7)          | Herbert (2/7) Mahut (2/7)              | Herbert (3/7) Mahut (3/7)          | Rojer (2/4) Tecău (2/3)            | B. Bryan (36/39) M. Bryan (36/39)    | Dodig (3/6) Melo (4/9)            | Dodig (4/6) Melo (5/9)               | Isner (2/5) Sock (2/4)               | Kontinen (1/3) Peers (1/4)             |
| 2017 | Klaasen (2/2) R. Ram (1/6)         | Kubot (1/4) Melo (6/9)                 | Bopanna (4/6) Cuevas (2/2)         | Kubot (2/4) Melo (7/9)             | Herbert (4/7) Mahut (4/7)            | Herbert (5/7) Mahut (5/7)         | Herbert (6/7) Mahut (6/7)            | Kontinen (2/3) Peers (2/4)           | Kubot (3/4) Melo (8/9)                 |
| 2018 | Isner (3/5) Sock (3/4)             | B. Bryan (37/39) M. Bryan (37/39)      | B. Bryan (38/39) M. Bryan (38/39)  | Mektić (1/11) Peya (3/3)           | Cabal (1/2) Farah (1/2)              | Kontinen (3/3) Peers (3/4)        | J. Murray Soares (3/4)               | Kubot (4/4) Melo (9/9)               | Granollers (2/10) R. Ram (2/6)         |
| 2019 | Mektić (2/11) Zeballos (1/9)       | B. Bryan (39/39) M. Bryan (39/39)      | Mektić (3/11) Škugor               | Rojer (3/4) Tecău (3/3)            | Cabal (2/2) Farah (2/2)              | Granollers (3/10) Zeballos (2/9)  | Dodig (5/6) Polášek (1/2)            | Pavić (1/9) Soares (4/4)             | Herbert (7/7) Mahut (7/7)              |
| 2020 | Annulé                             | Annulé                                 | Annulé                             | Annulé                             | Granollers (4/10) Zeballos (3/9)     | Annulé                            | Carreño de Minaur                    | Annulé                               | Auger-Aliassime Hurkacz (1/2)          |
| 2021 | Peers (4/4) Polášek (2/2)          | Mektić (4/11) Pavić (2/9)              | Mektić (5/11) Pavić (3/9)          | Granollers (5/10) Zeballos (4/9)   | Mektić (6/11) Pavić (4/9)            | R. Ram (3/6) Salisbury (1/3)      | Granollers (6/10) Zeballos (5/9)     | Annulé                               | Pütz Venus                             |
| 2022 | Isner (4/5) Sock (4/4)             | Isner (5/5) Hurkacz (2/2)              | R. Ram (4/6) Salisbury (2/3)       | Koolhof (1/6) Skupski (1/3)        | Mektić (7/11) Pavić (5/9)            | Koolhof (2/6) Skupski (2/3)       | R. Ram (5/6) Salisbury (3/3)         | Annulé                               | Koolhof (3/6) Skupski (3/3)            |
| 2023 | Bopanna (5/6) Ebden (1/2)          | S. González (1/2) Roger-Vasselin (2/3) | Dodig (6/6) Krajicek               | Khachanov Rublev                   | Nys Zieliński                        | Arévalo (1/5) Rojer (4/4)         | M. González Molteni                  | Granollers (7/10) Zeballos (6/9)     | S. González (2/2) Roger-Vasselin (3/3) |
| 2024 | Koolhof (4/6) Mektić (8/11)        | Bopanna (6/6) Ebden (2/2)              | Gillé Vliegen                      | Korda Thompson                     | Granollers (8/10) Zeballos (7/9)     | Granollers (9/10) Zeballos (8/9)  | Arévalo (2/5) Pavić (6/9)            | Koolhof (5/6) Mektić (9/11)          | Koolhof (6/6) Mektić (10/11)           |
| 2025 | Arévalo (3/5) Pavić (7/9)          | Arévalo (4/5) Pavić (8/9)              | Arneodo Guinard                    | Granollers (10/10) Zeballos (9/9)  | Arévalo (5/5) Pavić (9/9)            | Cash Glasspool                    | Mektić (11/11) R. Ram (6/6)          |                                      |                                        |

## Les vainqueurs et finalistes
Pour le reste de l'article on utilisera les abréviations suivantes :
| Tournoi actuels : - Créneau no 1 ; Indian Wells sur dur (noté IW). - Créneau no 2 ; Miami sur dur (noté MI). - Créneau no 3 ; Monte-Carlo sur terre battue (noté MC). - Créneau no 4 ; Madrid sur terre battue (noté MAT). - Créneau no 5 ; Rome sur terre battue (noté RM). - Créneau no 6 ; Canada sur dur (noté CA). - Créneau no 7 ; Cincinnati sur dur (noté CI). - Créneau no 8 ; Shanghai sur dur (noté SH). - Créneau no 9 ; Paris sur moquette (int.) et depuis 2007 sur dur (int.) (noté PM). | Tournois ayant disparu : - au créneau no 4: - Hambourg sur terre battue (de 1990 à 2008, noté HB). - au créneau no 8: - Stockholm sur moquette (int.) (de 1990 à 1994, noté SK) - Essen sur moquette (int.) (en 1995). - Stuttgart sur moquette (int.) (en 1996 et 1997) puis sur dur (int.) (de 1998 à 2001) (noté ST). - Madrid sur dur (int.) (de 2002 à 2008) (noté MAD). |

### En simple
84 joueurs (de 25 nationalités différentes) ont remporté un titre en simple ; 40 d'entre eux ont remporté plus d'un titre.
Les joueurs les plus titrés
Concernant les anciens Masters 1000 du créneau no 8: SE regroupe les performances à Stockholm et à Essen.
| #    | Joueur      | IW | MI | MC | HB | MAT | RM | CA | CI | SE | ST | MAD | SH | PM | Total | Durée (période)    |
| ---- | ----------- | -- | -- | -- | -- | --- | -- | -- | -- | -- | -- | --- | -- | -- | ----- | ------------------ |
| 1er  | N. Djokovic | 5  | 6  | 2  | —  | 3   | 6  | 4  | 3  | —  | —  | —   | 4  | 7  | 40    | 17 ans (2007-2023) |
| 2e   | R. Nadal    | 3  | —  | 11 | 1  | 4   | 10 | 5  | 1  | —  | —  | 1   | —  | —  | 36    | 17 ans (2005-2021) |
| 3e   | R. Federer  | 5  | 4  | —  | 4  | 2   | —  | 2  | 7  | —  | —  | 1   | 2  | 1  | 28    | 18 ans (2002-2019) |
| 4e   | A. Agassi   | 1  | 6  | —  | —  | —   | 1  | 3  | 3  | —  | —  | 1   | —  | 2  | 17    | 15 ans (1990-2004) |
| 5e   | A. Murray   | —  | 2  | —  | —  | 1   | 1  | 3  | 2  | —  | —  | 1   | 3  | 1  | 14    | 9 ans (2008-2016)  |
| 6e   | P. Sampras  | 2  | 3  | —  | —  | —   | 1  | —  | 3  | —  | —  | —   | —  | 2  | 11    | 9 ans (1992-2000)  |
| 7e   | T. Muster   | —  | 1  | 3  | —  | —   | 3  | —  | —  | 1  | —  | —   | —  | —  | 8     | 8 ans (1990-1997)  |
| 7e   | C. Alcaraz  | 2  | 1  | 1  | —  | 2   | 1  | —  | 1  | —  | —  | —   | —  | —  | 8     | 4 ans (2022-2025)  |
| 9es  | M. Chang    | 3  | 1  | —  | —  | —   | —  | 1  | 2  | —  | —  | —   | —  | —  | 7     | 8 ans (1990-1997)  |
| 9es  | A. Zverev   | —  | —  | —  | —  | 2   | 2  | 1  | 1  | —  | —  | —   | —  | 1  | 7     | 8 ans (2017-2024)  |
| 11e  | D. Medvedev | —  | 1  | —  | —  | —   | 1  | 1  | 1  | —  | —  | —   | 1  | 1  | 6     | 5 ans (2019-2023)  |
| 12es | J. Courier  | 2  | 1  | —  | —  | —   | 2  | —  | —  | —  | —  | —   | —  | —  | 5     | 3 ans (1991-1993)  |
| 12es | B. Becker   | —  | —  | —  | —  | —   | —  | —  | —  | 3  | 1  | —   | —  | 1  | 5     | 7 ans (1990-1996)  |
| 12es | M. Ríos     | 1  | 1  | 1  | 1  | —   | 1  | —  | —  | —  | —  | —   | —  | —  | 5     | 3 ans (1997-1999)  |
| 12es | G. Kuerten  | —  | —  | 2  | 1  | —   | 1  | —  | 1  | —  | —  | —   | —  | —  | 5     | 3 ans (1999-2001)  |
| 12es | M. Safin    | —  | —  | —  | —  | —   | —  | 1  | —  | —  | —  | 1   | —  | 3  | 5     | 5 ans (2000-2004)  |
| 12es | A. Roddick  | —  | 2  | —  | —  | —   | —  | 1  | 2  | —  | —  | —   | —  | —  | 5     | 8 ans (2003-2010)  |

4 joueurs ont remporté 4 titres
| Jannik Sinner (CA) en 2023, (MI), (CI) et (SH) en 2024 Juan Carlos Ferrero (RM) en 2001, (MC) en 2002, (MC) et (MAD) en 2003 | Andreï Medvedev (MC) et (HB) en 1994, (HB) en 1995 et (HB) en 1997 Stefan Edberg (IW), (CI) et (PM) en 1990, (HB) en 1992 |

4 joueurs ont remporté 3 titres
| Stéfanos Tsitsipás (MC) en 2021, 2022 et 2024 Nikolay Davydenko (PM) en 2006, (MI) en 2008 et (SH) en 2009 | Carlos Moyà (MC) en 1998, (CI) en 2002 et (RM) en 2004 Thomas Enqvist (PM) en 1996, (ST) en 1999 et (CI) en 2000 |

15 joueurs ont remporté 2 titres
| Andrey Rublev (MC) en 2023 et (MAT) en 2024 Hubert Hurkacz (MI) en 2021 et (SH) en 2023 Jo-Wilfried Tsonga (PM) en 2008 et (CA) en 2014 David Nalbandian (MAD) et (PM) en 2007 Guillermo Coria (HB) en 2003 et (MC) en 2004 | Lleyton Hewitt (IW) en 2002 et 2003 Àlex Corretja (RM) en 1997 et (IW) en 2000 Wayne Ferreira (CA) en 1996 et (ST) en 2000 Richard Krajicek (ST) en 1998 et (MI) en 1999 Patrick Rafter (CA) et (CI) en 1998 | Michael Stich (HB) et (SK) en 1993 Goran Ivanišević (SK) en 1992 et (PM) en 1993 Sergi Bruguera (MC) en 1991 et 1993 Guy Forget (CI) et (PM) en 1991 Andrei Chesnokov (MC) en 1990 et (CA) en 1991 |

44 joueurs ont remporté un titre
| Ben Shelton (CA) en 2025 Casper Ruud (MAT) en 2025 Jakub Menšík (MI) en 2025 Jack Draper (IW) en 2025 Alexei Popyrin (CA) en 2024 Holger Rune (PM) en 2022 Borna Ćorić (CI) en 2022 Pablo Carreño Busta (CA) en 2022 Taylor Fritz (IW) en 2022 Cameron Norrie (IW) en 2021 Fabio Fognini (MC) en 2019 Dominic Thiem (IW) en 2019 Karen Khachanov (PM) en 2018 Juan Martín del Potro (IW) en 2018 John Isner (MI) en 2018 | Jack Sock (PM) en 2017 Grigor Dimitrov (CI) en 2017 Marin Čilić (CI) en 2016 Stanislas Wawrinka (MC) en 2014 David Ferrer (PM) en 2012 Robin Söderling (PM) en 2010 Ivan Ljubičić (IW) en 2010 Tommy Robredo (HB) en 2006 Tomáš Berdych (PM) en 2005 Tim Henman (PM) en 2003 Félix Mantilla (RM) en 2003 Guillermo Cañas (CA) en 2002 Sébastien Grosjean (PM) en 2001 Tommy Haas (ST) en 2001 Albert Portas (HB) en 2001 | Andrei Pavel (CA) en 2001 Magnus Norman (RM) en 2000 Cédric Pioline (MC) en 2000 Thomas Johansson (CA) en 1999 Mark Philippoussis (IW) en 1999 Greg Rusedski (PM) en 1998 Albert Costa (HB) en 1998 Chris Woodruff (CA) en 1997 Petr Korda (ST) en 1997 Roberto Carretero (HB) en 1996 Mikael Pernfors (CA) en 1993 Karel Nováček (HB) en 1991 Emilio Sánchez (RM) en 1991 Juan Aguilera (HB) en 1990 |

2 joueurs ont remporté des Grand Prix Championship Series puis des Championship Series, Single Week ou Super 9
| Stefan Edberg (ST) en 1986, (TO) et (CI) en 1987, (ST) en 1988, (IW), (CI) et (PM) en 1990, (HB) en 1992, soit 8 victoires (4+4). Boris Becker (CI) en 1985, (CA) et (TO) en 1986, (IW) en 1987, (IW), (TO) et (ST) en 1988, (PM) en 1989, (ST) en 1990 et 1991, (PM) en 1992, (ST) en 1994 et (STU) en 1996, soit 13 victoires (8+5). |

Les finalistes
14 joueurs ont échoué à plusieurs reprises en finale, sans jamais remporter un titre. Entre parenthèses, le nombre de finales perdues :
| Ievgueni Kafelnikov (5) Mardy Fish (4) Kei Nishikori (4) Milos Raonic (4) Richard Gasquet (3) | Gaël Monfils (3) James Blake (2) Fernando González (2) Dominik Hrbatý (2) Ivan Lendl (2) | Alberto Mancini (2) Gilles Simon (2) Radek Štěpánek (2) MaliVai Washington (2) |

44 autres joueurs ont perdu la seule finale qu'ils ont jouée :
| Lorenzo Musetti en 2025 Ugo Humbert en 2024 Frances Tiafoe en 2024 Nicolás Jarry en 2024 Félix Auger-Aliassime en 2024 Alex de Minaur en 2023 Jan-Lennard Struff en 2023 Alejandro Davidovich Fokina en 2022 Nikoloz Basilashvili en 2021 Reilly Opelka en 2021 Matteo Berrettini en 2021 Diego Schwartzman en 2020 Denis Shapovalov en 2019 | David Goffin en 2019 Dušan Lajović en 2019 Filip Krajinović en 2017 Nick Kyrgios en 2017 Albert Ramos-Viñolas en 2017 Roberto Bautista-Agut en 2016 Jerzy Janowicz en 2012 Fernando Verdasco en 2010 Nicolas Kiefer en 2008 Rainer Schüttler en 2004 Nicolás Massú en 2003 | Agustín Calleri en 2003 Jiří Novák en 2002 Max Mirnyi en 2001 Hicham Arazi en 2001 Jan-Michael Gambill en 2001 Harel Levy en 2000 Mariano Zabaleta en 1999 Jonas Björkman en 1997 Bohdan Ulihrach en 1997 Todd Woodbridge en 1996 | Paul Haarhuis en 1996 Marc Rosset en 1994 Jason Stoltenberg en 1994 Todd Martin en 1993 Carlos Costa en 1992 Aaron Krickstein en 1992 Magnus Gustafsson en 1991 David Wheaton en 1991 Brad Gilbert en 1990 Jay Berger en 1990 |

### En double
172 joueurs (de 36 nationalités différentes) ont remporté un titre en double ; 95 d'entre eux ont remporté plus d'un titre.
Les joueurs les plus titrés
Concernant les anciens Masters 1000 du créneau no 8: SE regroupe les performances à Stockholm et à Essen.
| #    | Joueur                 | IW | MI | MC | HB | MAT | RM | CA | CI | SE | ST | MAD | SH | PM | Total | Durée (période)    |
| ---- | ---------------------- | -- | -- | -- | -- | --- | -- | -- | -- | -- | -- | --- | -- | -- | ----- | ------------------ |
| 1ers | B. Bryan M. Bryan      | 2  | 6  | 6  | 1  | 3   | 4  | 5  | 5  | —  | —  | 2   | 1  | 4  | 39    | 18 ans (2002-2019) |
| 3e   | D. Nestor              | 4  | 1  | 2  | 3  | 2   | 4  | 2  | 5  | —  | —  | 3   | 1  | 1  | 28    | 20 ans (1996-2015) |
| 4e   | T. Woodbridge          | 1  | 4  | 2  | 2  | —   | —  | —  | 4  | 3  | 1  | —   | —  | 1  | 18    | 13 ans (1992-2004) |
| 5e   | M. Knowles             | 4  | 1  | —  | 2  | —   | 2  | 2  | 3  | —  | —  | 3   | —  | —  | 17    | 17 ans (1993-2009) |
| 6es  | M. Mirnyi              | —  | 4  | 2  | 1  | —   | 1  | 1  | 2  | —  | 1  | 1   | 1  | 2  | 16    | 12 ans (2000-2011) |
| 6es  | M. Bhupathi            | —  | 1  | 1  | 1  | —   | 2  | 5  | 2  | —  | —  | 1   | —  | 3  | 16    | 16 ans (1997-2012) |
| 8es  | J. Björkman            | 1  | 2  | 3  | 2  | —   | —  | 1  | 3  | —  | 1  | —   | —  | 2  | 15    | 11 ans (1998-2008) |
| 8es  | N. Zimonjić            | —  | —  | 5  | 1  | 2   | 3  | 2  | 1  | —  | —  | —   | —  | 1  | 15    | 11 ans (2004-2014) |
| 8es  | M. Woodforde           | 1  | 4  | —  | 1  | —   | —  | —  | 4  | 3  | 1  | —   | —  | —  | 15    | 9 ans (1992-2000)  |
| 11e  | L. Paes                | 1  | 3  | 1  | —  | —   | 1  | 2  | 2  | —  | —  | —   | 2  | 1  | 13    | 16 ans (1997-2012) |
| 12es | P. Haarhuis            | —  | 1  | 2  | 1  | —   | 1  | 1  | —  | 1  | —  | —   | —  | 3  | 10    | 6 ans (1993-1998)  |
| 12es | N. Mektić              | 2  | 1  | 2  | —  | 1   | 2  | —  | —  | —  | —  | —   | 1  | 1  | 10    | 7 ans (2018-2024)  |
| 12es | M. Granollers          | —  | —  | —  | —  | 2   | 3  | 2  | 1  | —  | —  | —   | 1  | 1  | 10    | 14 ans (2012-2025) |
| 15es | M. Melo                | —  | 1  | —  | —  | 1   | —  | 1  | 1  | —  | —  | —   | 3  | 2  | 9     | 6 ans (2013-2018)  |
| 15es | H. Zeballos            | 1  | —  | —  | —  | 2   | 2  | 2  | 1  | —  | —  | —   | 1  | –  | 9     | 7 ans (2019-2025)  |
| 17es | J. Eltingh             | —  | 1  | 2  | —  | —   | 1  | —  | —  | 1  | —  | —   | —  | 3  | 8     | 6 ans (1993-1998)  |
| 17es | M. Pavić               | 1  | 2  | 1  | —  | —   | 2  | —  | 1  | —  | —  | —   | 1  | –  | 8     | 7 ans (2019-2025)  |
| 19es | I. Kafelnikov          | 2  | —  | 1  | 1  | —   | 2  | 1  | —  | —  | —  | —   | —  | —  | 7     | 10 ans (1994-2003) |
| 19es | P.-H. Herbert N. Mahut | 1  | 1  | 1  | —  | —   | 1  | 1  | 1  | —  | —  | —   | —  | 1  | 7     | 4 ans (2016-2019)  |

4 joueurs ont remporté 6 titres
| Wesley Koolhof (MA), (CA), (PM) en 2022 et (IW), (SH) et (PM) en 2024 Rohan Bopanna (PM) en 2011 et 2012, (MAT) en 2015, (MC) en 2017, (IW) 2023 et (MI) en 2024 | Ivan Dodig (SH) en 2013, (PM) en 2015, (CA) et (CI) en 2016, (CI) en 2019 et (MC) en 2023 Wayne Ferreira (MI) en 1991, (HB) en 1995, (MC) en 2000, (IW) et (RM) en 2001 et (IW) en 2003 |

7 joueurs ont remporté 5 titres
|  | Rajeev Ram (IW) en 2017, (PM) en 2018, (CA) en 2021, (MC) et (CI) en 2022 John Isner (RM) en 2011, (SH) en 2016, (IW) en 2018, (IW) et (MI) en 2022 Kevin Ullyett (MI) et (HB) en 2004, (CA) en 2005, (HB) en 2006 et (PM) en 2008 | Wayne Black (IW) et (MI) en 1999, (MI) et (HB) en 2004 et (CA) en 2005 Alex O'Brien (CI) en 1994, (ST) en 1996 et 1998, (PM) en 1999 et (IW) en 2000 Byron Black (PM) en 1993, (CA) en 1994, (RM) en 1996, (CI) et (ST) en 1999 Patrick Galbraith (CA) en 1991 et 1992, (IW) en 1994, (PM) en 1995 et (CA) end 1996 |

12 joueurs ont remporté 4 titres
| Marcelo Arévalo (CA) en 2023 et (CI) en 2024, (IW) en 2025 et (MI) en 2025 Jean-Julien Rojer (MI) en 2013, (MAT) en 2016 et 2019 et (CA) en 2023 Jack Sock (IW) en 2015, (SH) en 2016 et (IW) en 2018 et 2022 John Peers (PM) en 2016, (SH) en 2017, (CA) en 2018 et (IW) en 2021 Bruno Soares (CA) en 2013 et 2014, (CI) en 2018 et (SH) en 2019 Łukasz Kubot (MI), (MAT) et (PM) en 2017 et (SH) en 2018 Martin Damm (CA) en 1998, (RM) en 2000 et 2002 et (IW) en 2007 | Rick Leach (MI) en 1990 et 1998, (RM) et (PM) en 2001 Ellis Ferreira (MC) en 1996, (MI) en 1998, (RM) en 1999 et (PM) en 2001 Sandon Stolle (CI) en 1994, (IW) et (MI) en 1999 et (ST) en 2001 David Rikl (RM) en 1994, (ST) en 2000, (MI) et (CA) en 2001 Sébastien Lareau (ST) en 1996 et 1998, (PM) en 1999 et (CA) en 2000 |

20 joueurs ont remporté 3 titres
| Édouard Roger-Vasselin (CI) en 2015, (MI) et (PM) en 2023 Neal Skupski (MA), (CA) et (PM) en 2022 Joe Salisbury (CA) en 2021, (MC) et (CI) en 2022 Horia Tecău (CI) en 2012, (MAT) en 2016 et 2019 Henri Kontinen (PM) en 2016, (SH) en 2017 et (CA) en 2018 Alexander Peya (CA) en 2013 et 2014, (MAT) en 2018 Marc López (IW) en 2010 et 2012, (RM) en 2012 Rafael Nadal (MC) en 2008 et (IW) en 2010 et 2012 Michaël Llodra (RM) en 2005, (PM) en 2006 et (CA) en 2011 Andy Ram (CI) en 2007, (IW en 2008 et (MI) en 2009 | Fabrice Santoro (PM) en 2002, (RM) en 2005 et 2007 Paul Hanley (RM) et (PM) en 2003 et (HB) en 2006 Wayne Arthurs (HB) en 1999, (RM) et (PM) en 2003 Jiří Novák (ST) en 2000, (MI) et (CA) en 2001 Grant Connell (IW) en 1994, (PM) en 1995 et (RM) en 1996 Petr Korda (MC) en 1990 et 1993, (CI) en 1993 Jim Courier (HB) en 1990, (IW) en 1991 et (CA) en 1993 Guy Forget (IW) et (ST) en 1990, (IW) en 1993 Emilio Sánchez (RM) en 1990, (HB) en 1991 et 1992 Sergio Casal (RM) en 1990, (HB) en 1991 et 1992 |

31 joueurs ont remporté 2 titres
| Matthew Ebden (IW) en 2023 et (MI) en 2024 Santiago González (MI) et (PM) en 2023 Hubert Hurkacz (PM) en 2020 et (MI) en 2022 Filip Polášek (CI) en 2019 et (IW) en 2021 Juan Sebastián Cabal (RM) en 2018 et 2019 Robert Farah (RM) en 2018 et 2019 Pablo Cuevas (RM) en 2015 et (MC) en 2017 Raven Klaasen (SH) en 2015 et (IW) en 2017 Julien Benneteau (SH) en 2009 et (MC) en 2013 Aisam-Ul-Haq Qureshi (PM) en 2011 et (MI) en 2013 Radek Štěpánek (MI) et (SH) en 2012 Mariusz Fyrstenberg (MAD) en 2008 et (MAT) 2012 Marcin Matkowski (MAD) en 2008 et (MAT) 2012 Jonathan Erlich (CI) en 2007 et (IW) en 2008 Arnaud Clément (IW) en 2004 et (PM) en 2006 | Tim Henman (MC) en 1999 et 2004 Cyril Suk (RM) en 1995 et 2002 Nicklas Kulti (MC) en 1994 et (PM) en 2000 Patrick Rafter (IW) en 1998 et (CA) en 1999 Donald Johnson (MC) en 1997 et (HB) en 1998 Francisco Montana (MC) en 1997 et (HB) en 1998 Javier Sánchez (IW) en 1991 et (HB) en 1997 Jan Siemerink (MI) en 1993 et (MC) en 1996 Jonathan Stark (PM) en 1993 et (CA) en 1994 Piet Norval (MI) en 1991 et (HB) en 1994 Ken Flach (CI) en 1991 et (MI) en 1992 Todd Witsken (CA) en 1991 et (MI) en 1992 Jakob Hlasek (ST) en 1990 et (RM) en 1992 Boris Becker (IW) en 1990 et (MC) en 1992 John Fitzgerald (ST) et (PM) en 1991 Anders Järryd (ST) et (PM) en 1991 |

77 joueurs ont remporté 1 titre
| Romain Arneodo (MC) en 2025 Manuel Guinard (MC) en 2025 Jordan Thompson (MAT) en 2024 Sebastian Korda (MAT) en 2024 Joran Vliegen (MC) en 2024 Sander Gillé (MC) en 2024 Andrés Molteni (CI) en 2023 Máximo González (CI) en 2023 Hugo Nys (RM) en 2023 Jan Zieliński (RM) en 2023 Andrey Rublev (MA) en 2023 Karen Khachanov (MA) en 2023 Austin Krajicek (MC) en 2023 Tim Pütz (PM) en 2021 Michael Venus (PM) en 2021 Félix Auger-Aliassime (PM) en 2020 Pablo Carreño Busta (CI) en 2020 Alex de Minaur (CI) en 2020 Franko Škugor (MC) en 2019 David Marrero (RM) en 2015 Florin Mergea (MAT) en 2015 Vasek Pospisil (IW) en 2015 Robert Lindstedt (CI) en 2012 Sam Querrey (RM) en 2011 Alexandr Dolgopolov (IW) en 2011 Xavier Malisse (IW) en 2011 Jürgen Melzer (SH) en 2010 | Lukáš Dlouhý (MI) en 2010 Jo-Wilfried Tsonga (SH) en 2009 Mardy Fish (IW) en 2009 Andy Roddick (IW) en 2009 Tommy Robredo (MC) en 2008 Pavel Vízner (CA) en 2007 Sébastien Grosjean (IW) en 2004 Roger Federer (MI) en 2003 Nicolas Escudé (PM) en 2002 James Blake (CI) en 2002 Todd Martin (CI) en 2002 Jan-Michael Gambill (HB) en 2002 Dominik Hrbatý (RM) en 2000 Jared Palmer (IW) en 2000 Andrew Kratzmann (HB) en 1999 Olivier Delaitre (MC) en 1999 Jim Grabb (CA) en 1998 Luis Lobo (HB) en 1997 Andreï Olhovskiy (CA) en 1995 Daniel Vacek (RM) en 1995 Tommy Ho (IW) en 1995 Brett Steven (IW) en 1995 Scott Melville (HB) en 1994 Magnus Larsson (MC) en 1994 Andre Agassi (CI) en 1993 | Mark Koevermans (HB) en 1993 Stefan Edberg (MC) en 1993 Richard Krajicek (MI) en 1993 Henri Leconte (IW) en 1993 John McEnroe (PM) en 1992 Patrick McEnroe (PM) en 1992 Danie Visser (CA) en 1992 Marc Rosset (RM) en 1992 Michael Stich (MC) en 1992 Steve DeVries (IW) en 1992 David Macpherson (IW) en 1992 Robert Seguso (CI) en 1991 Omar Camporese (RM) en 1991 Goran Ivanišević (RM) en 1991 Luke Jensen (MC) en 1991 Laurie Warder (MC) en 1991 Scott Davis (PM) en 1990 David Pate (PM) en 1990 Darren Cahill (CI) en 1990 Mark Kratzmann (CI) en 1990 Paul Annacone (CA) en 1990 David Wheaton (CA) en 1990 Sergi Bruguera (HB) en 1990 Tomáš Šmíd (MC) en 1990 Jim Pugh (MI) en 1990 |

## Records
Mis à jour après le  Master 1000 de Rome 2025

### En simple
Novak Djokovic est le seul joueur à s'être imposé au moins une fois dans un tournoi de chaque créneau, réalisant ainsi un « Masters d'or en carrière ». Il a même remporté au moins deux fois un tournoi de chaque créneau.
En carrière
| 1er | Novak Djokovic   | 40 |
| 2e  | Rafael Nadal     | 36 |
| 3e  | Roger Federer    | 28 |
| 4e  | Andre Agassi     | 17 |
| 5e  | Andy Murray      | 14 |
| 6e  | Pete Sampras     | 11 |
| 7e  | Thomas Muster    | 8  |
| 8es | Michael Chang    | 7  |
| 8es | Alexander Zverev | 7  |
| 8es | Carlos Alcaraz   | 7  |
| 10e | Daniil Medvedev  | 6  |

| 1er | Novak Djokovic   | 60 |
| 2e  | Rafael Nadal     | 53 |
| 3e  | Roger Federer    | 50 |
| 4e  | Andre Agassi     | 22 |
| 5e  | Andy Murray      | 21 |
| 6e  | Pete Sampras     | 19 |
| 7e  | Alexander Zverev | 12 |
| 8e  | Boris Becker     | 11 |
| 9es | Thomas Muster    | 10 |
| 9es | Gustavo Kuerten  | 10 |
| 9es | Daniil Medvedev  | 10 |

| 1er | Novak Djokovic     | 414 |
| 2e  | Rafael Nadal       | 410 |
| 3e  | Roger Federer      | 381 |
| 4e  | Andy Murray        | 230 |
| 5e  | Andre Agassi       | 209 |
| 6e  | Tomáš Berdych      | 191 |
| 7e  | Pete Sampras       | 190 |
| 8e  | David Ferrer       | 189 |
| 9e  | Stanislas Wawrinka | 166 |
| 10e | Andy Roddick       | 157 |

| 1er | Rafael Nadal    | 82,0 % | 410 - 90  |
| 2e  | Novak Djokovic  | 81,5 % | 414-94    |
| 3e  | Roger Federer   | 77,9 % | 381 - 108 |
| 4e  | Carlos Alcaraz  | 75,8 % | 72-23     |
| 5e  | Jannik Sinner   | 75,0 % | 78 - 26   |
| 6e  | Andre Agassi    | 74,1 % | 209 - 73  |
| 7e  | Pete Sampras    | 73,1 % | 190 - 70  |
| 8e  | Stefan Edberg   | 72,0 % | 108 - 42  |
| 9e  | Guillermo Coria | 69,9 % | 72 - 31   |
| 10e | Andy Murray     | 69,5 % | 230-101   |

Sur une saison
| 1er | Novak Djokovic | 6 | 2015      |
| 2es | Novak Djokovic | 5 | 2011      |
| 2es | Rafael Nadal   | 5 | 2013      |
| 4es | Roger Federer  | 4 | 2005 2006 |
| 4es | Novak Djokovic | 4 | 2014 2016 |
| 4es | Rafael Nadal   | 4 | 2005      |

| 1er | Novak Djokovic | 8 | 2015      |
| 2es | Roger Federer  | 6 | 2006      |
| 2es | Novak Djokovic | 6 | 2011 2012 |
| 2es | Rafael Nadal   | 6 | 2013      |

| 1er | Novak Djokovic | 39 | 2015 |
| 2e  | Rafael Nadal   | 35 | 2013 |
| 3es | Roger Federer  | 34 | 2006 |
| 3es | Rafael Nadal   | 34 | 2009 |
| 3es | Novak Djokovic | 34 | 2012 |

### En double
Daniel Nestor et les frères Bob et Mike Bryan sont les seuls joueurs à s'être imposé au moins une fois dans un tournoi de chaque créneau, réalisant ainsi un "Masters d'or en carrière". Les deux Américains se sont même imposés à deux reprises dans un tournoi de chaque créneau.
En carrière
| 1ers | Bob Bryan Mike Bryan | 39 |
| 3e   | Daniel Nestor        | 28 |
| 4e   | Todd Woodbridge      | 18 |
| 5e   | Mark Knowles         | 17 |
| 6es  | Max Mirnyi           | 16 |
| 6es  | Mahesh Bhupathi      | 16 |
| 8es  | Jonas Björkman       | 15 |
| 8es  | Nenad Zimonjić       | 15 |
| 10e  | Mark Woodforde       | 14 |

| 1ers | Bob Bryan Mike Bryan | 59 |
| 3e   | Daniel Nestor        | 47 |
| 4e   | Mahesh Bhupathi      | 30 |
| 5es  | Mark Knowles         | 29 |
| 5es  | Max Mirnyi           | 29 |
| 7e   | Nenad Zimonjić       | 28 |
| 8e   | Todd Woodbridge      | 26 |
| 9e   | Jonas Björkman       | 25 |
| 10e  | Paul Haarhuis        | 21 |

| 1er | Mike Bryan      | 341 |
| 2e  | Bob Bryan       | 338 |
| 3e  | Daniel Nestor   | 329 |
| 4e  | Max Mirnyi      | 238 |
| 5e  | Mark Knowles    | 234 |
| 6e  | Jonas Björkman  | 209 |
| 7es | Mahesh Bhupathi | 190 |
| 7es | Nenad Zimonjić  | 190 |
| 9e  | Todd Woodbridge | 169 |
| 10e | Leander Paes    | 165 |

| 1er | Bob Bryan       | 73,2 % | 338 - 124 |
| 2e  | Mike Bryan      | 72,7 % | 341 - 128 |
| 3e  | Todd Woodbridge | 71,3 % | 169 - 68  |
| 4e  | Paul Haarhuis   | 69,7 % | 124 - 54  |
| 5e  | Jonas Björkman  | 68,5 % | 209 - 96  |
| 6e  | Daniel Nestor   | 65,0 % | 329 - 177 |
| 7e  | Max Mirnyi      | 63,0 % | 238 - 140 |
| 8e  | Mark Knowles    | 62,7 % | 234 - 139 |
| 9e  | Mahesh Bhupathi | 62,5 % | 190 - 114 |
| 10e | Nenad Zimonjić  | 59,7 % | 190 - 128 |

Sur une saison
| 1ers | Bob Bryan Mike Bryan         | 6 | 2014      |
| 2es  | Bob Bryan Mike Bryan         | 5 | 2007 2013 |
| 2es  | Daniel Nestor Nenad Zimonjić | 5 | 2009      |
| 4es  | Max Mirnyi                   | 4 | 2003      |
| 4es  | Bob Bryan Mike Bryan         | 4 | 2010      |

| 1ers | Bob Bryan Mike Bryan | 7 | 2007 2014 |
| 2es  | Bob Bryan Mike Bryan | 6 | 2013      |

| 1ers | Bob Bryan Mike Bryan       | 30 | 2014 |
| 2es  | Bob Bryan Mike Bryan       | 29 | 2007 |
| 3es  | Mark Knowles Daniel Nestor | 26 | 2002 |
| 3es  | Bob Bryan Mike Bryan       | 26 | 2013 |